# Титечко Василь Григорович
Тите́чко Василь Григорович (нар. 6 листопада 1982, с. Мале Вербче Сарненського району Рівненської області) — український поет-гуморист, дитячий письменник, публіцист, автор влучних афоризмів-«титечконізмів», член Національної спілки журналістів України, Національної спілки письменників України, Всеукраїнської спілки краєзнавців, лауреат літературних премій Леоніда Куліша-Зіньківа та «Кобзарик» у галузі дитячої літератури. Автор понад півтора десятка книг для дорослих та дітей.
Є одним із послідовників поета-сатирика, гумориста Леоніда Куліша-Зіньківа, який привів його в літературу[джерело не вказане 1556 днів]. 

## Життєпис

### Ранні роки та освіта
Народився 6 листопада 1982 року в села Мале Вербче на Сарненщині. У 1998 році закінчив місцеву дев'ятирічку. З 1998 по 2000 рр. навчався в сусідньому селі Корост. Після закінчення Коростської загальноосвітньої школи продовжив навчання у Рівненському державному гуманітарному університеті на факультеті української філології. Заочно навчався у Міжнародному економіко-гуманітарному університеті ім. Степана Дем'янчука. Працює вчителем у Коростській ЗОШ І-III ст.

### Літературна та журналістська кар'єра
Писати почав з тринадцятирічного віку. 31 березня 1998 року під рецензуванням Леоніда Куліша в районній газеті «Сарненські новини» вперше опублікувано добірку гуморесок Василя Титечка. З того часу систематично друкується у багатьох обласних та всеукраїнських виданнях.
Прикметним є те, що харківський композитор Микола Ведмедеря на слова Василя Титечка написав низку дитячих пісень.
До літературного доробку автора належать такі твори:
- 2003  — перша збірка гуморесок «Жарт за жартом»
- 2004  — збірка для дітей «Під дощем вмивався котик»
- 2005  — збірка нарисів «Провінційні історії. Книга перша»
- 2007  — «Цирк у нашому селі» (гуморески)
- 2008  — «Плакав гірко крокодил» (дитячі вірші)
- 2008  — «Провінційні історії. Книга друга»
- 2009  — «Бегемоти вчили ноти» (дитячі вірші)
- 2010  — «Запитання через тин» (гуморески та афоризми)
- 2011  — «Лихі чутки»
- 2011  — казки для дітей дошкільного та молодшого шкільного віку «Горде левеня»
- 2012  — «Провінційні історії 3»
- 2013  — «На урок прийшли сороки»
- 2013  — «При чистій совісті, чисті й кишені: міліметрівки»
- 2014  — «Я до сонця лагідно посміхнувсь»
- 2015  — «Босоноге літечко, прощавай!»
- 2015  — «Хай будуть каструлі»
- 2016  — «Правильний курс»[6]
- 2017  — «Впади, дощику, впади» і «Подарунок для матусі»[7]
- 2018  — «Прострілені весни»[8]
- 2019  — «Вчився зайчик рахувати[7]
- 2020  — «Мій чоловік таке носить»[9]

Нині Василь Григорович є кореспондентом газети «Сарненські новини», в якій пише про спортивні події в районі та «Провінційні історії».

## Визнання за кордоном
В українсько-канадському літературно-художньому альманасі «Крила» 2017 року були представлені твори Василя Титечка.
З літературним доробком письменника знайомі читачі в США та Білорусі.

## Нагороди
У 2012 р. за збірку казок «Горде левеня» відзначили літературною премією в галузі дитячої літератури ім. Леоніда Куліша-Зіньківа.
У 2016 році став лауреатом літературної премії «Кобзарик».